# Joseph Huang Bingzhang
Joseph Huang Bingzhang (chiń. 黃炳章; ur. 1967) – duchowny Patriotycznego Stowarzyszenia Katolików Chińskich, antybiskup diecezji Shantou.
W 1985 roku wstąpił do seminarium duchownego. W 1991 roku otrzymał święcenia kapłańskie. Następnie został proboszczem parafii katedralnej w Shantou. Od 1998 roku sprawuje mandat deputowanego do Ogólnochińskiego Zgromadzenia Przedstawicieli Ludowych.
W latach 2004–2010 był zastępcą sekretarza generalnego episkopatu Patriotycznego Stowarzyszenia Katolików Chińskich. Od 2010 roku pełni funkcję wiceprzewodniczącego Patriotycznego Stowarzyszenia Chińskich Katolików.
W 2011 roku został wybrany przez Patriotyczne Stowarzyszenie Chińskich Katolików na ordynariusza diecezji Shantou w opozycji do biskupa Petera Zhuang Jianjiana, który otrzymał sakrę za zgodą papieża w 2006 roku. Po konsekracji w lipcu 2011 roku, biskup Joseph Huang Bingzhang na podstawie kanonu 1382 Kodeksu Prawa Kanonicznego został ekskomunikowany latae sententiae przez Stolicę Apostolską.